# 李香君

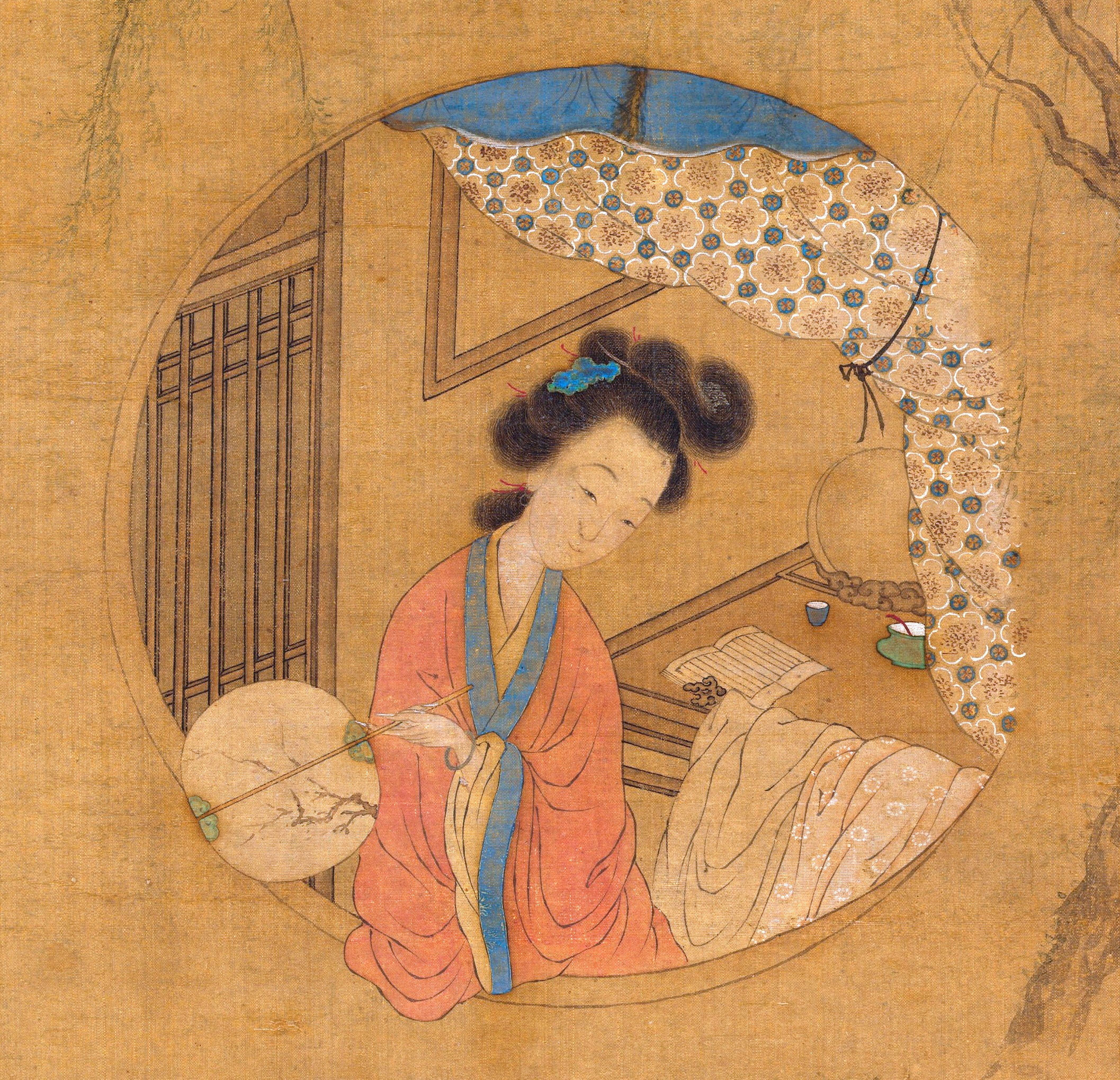
李香君

李香君（1624年—1654年），又名李姬或李香，蘇州人，明代歌妓，秦淮八艷之一，孔尚任《桃花扇》中的女主角。现南京秦淮景区建有李香君故居纪念馆。

## 生平

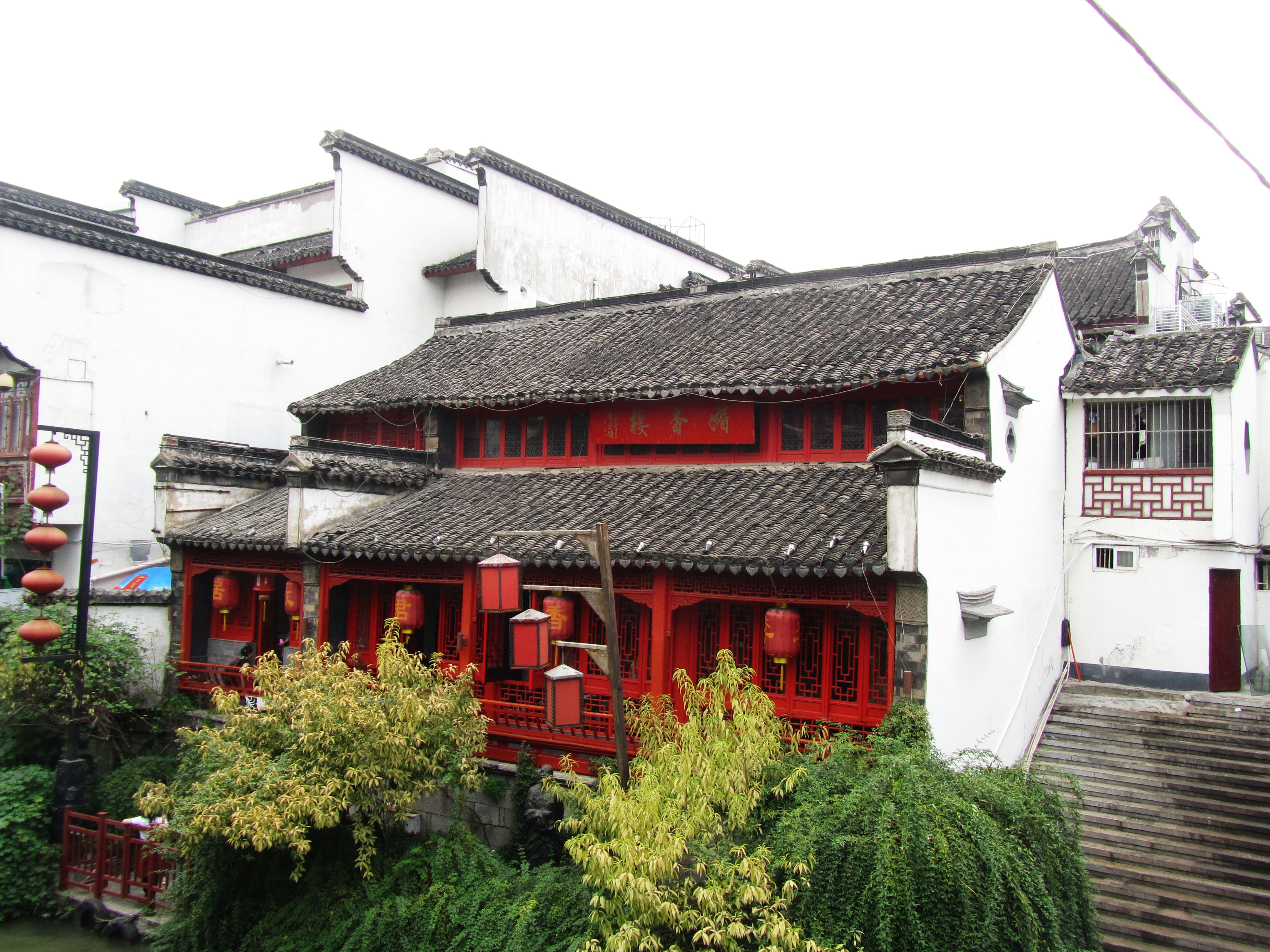
南京李香君纪念馆（媚香楼），原钞库街河房

明天啟四年（1624），生於蘇州閶門楓橋吳宅，有兄妹三人。父親原為一位朝廷武官，因成為東林黨員，被魏忠賢誣陷治罪，吳家自此敗落。
崇禎四年（1631），隨養母歌妓李貞麗改吳姓為李。自幼與人學習藝家諸藝，音律詩詞、絲竹琵琶，尤擅南曲，歌聲甜潤，深得四方遊士追慕。因李貞麗仗義豪爽且知風雅，因此媚香樓善結正直俠義之士。
崇禎十二年（1639），結識復社領袖侯方域，與之交往，並為妾室。阮大鋮得知方域經濟拮据，暗送妝奩，以拉攏侯方域，結交復社。香君識破阮大鋮的圈套，堅決退還妝奩。
崇禎十七年（1644），三月京師淪陷，五月福王朱由崧即位南京，起用阮大鋮，趁機陷害侯方域，迫使其投奔史可法，自侯去後，結束了媚香樓的生活。
弘光元年、清順治二年（1645），四月清兵攻下揚州，五月南京淪陷，弘光帝被部將劫持獻給了清軍。南京城破時，李香君隨著一些宮人趁夜逃出，市街烽煙一片，清兵到處燒殺搶掠，難民四處逃竄。李香君在南京受盡苦難，後躲進棲霞山葆真庵，與昔日秦淮姐妹卞玉京相伴為尼。秋八月侯方域在棲霞山尋到李香君。經過商議，二人攜手渡江北上，前往老家歸德(今商丘)，住在翡翠樓上。因歌妓出身，為公公歧视，趕到侯氏庄園（今李姬園）居住。
順治十一年（1654），鬱鬱而亡，侯方域為香君立一石碑，上書「李香君之墓」五個大字，下有「卿含恨而死，夫慚愧終生」的小字。

## 作品
〈在南都後宮私寄侯公子書〉，作於弘光元年二月。

## 傳記
《李姬傳》侯方域作清順治十一年。

## 傳奇
孔尚任的《桃花扇》裡扇面上的桃花，並非染料所畫，而是楊龍友以李香君的鮮血寫成。

## 形象

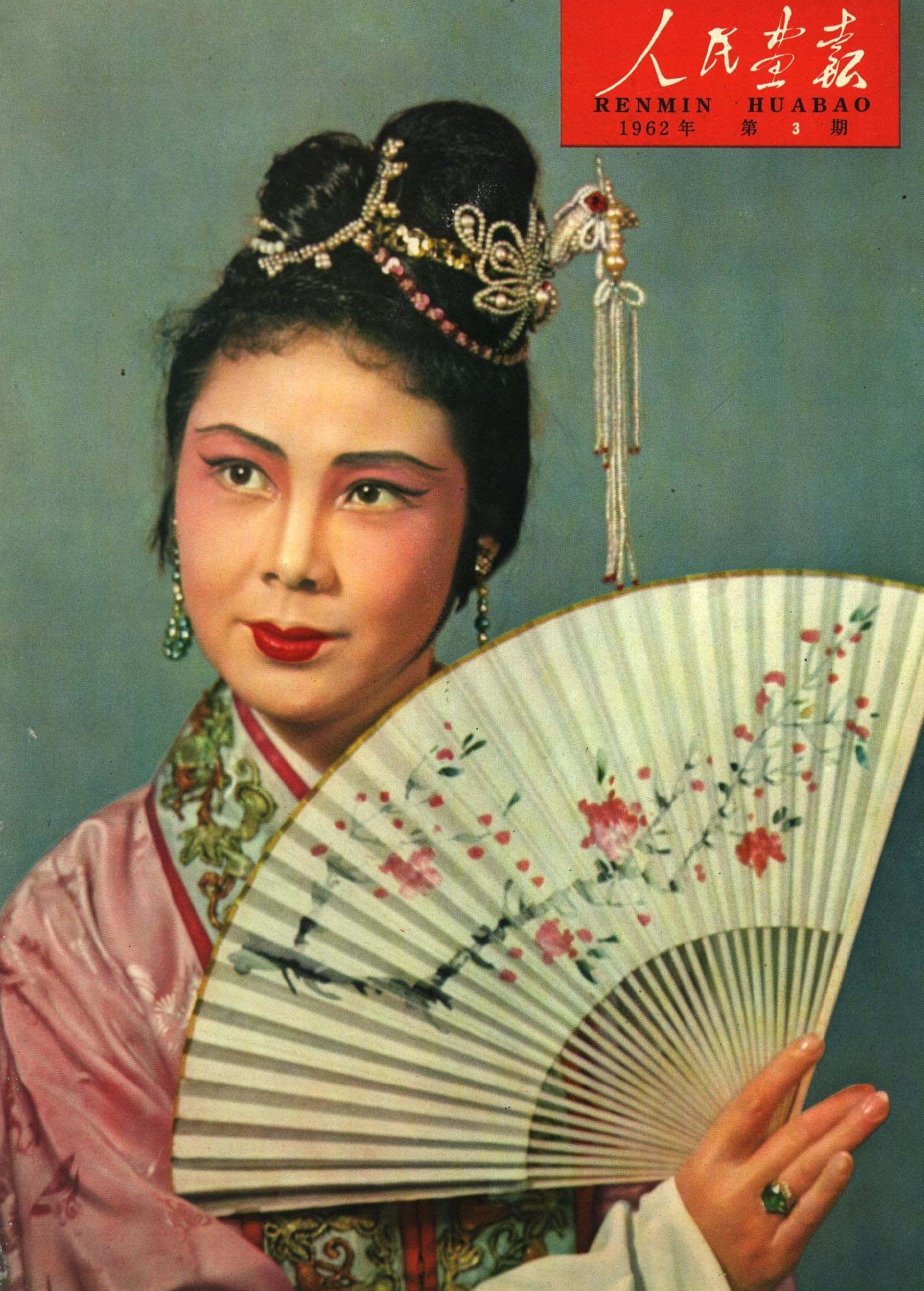
1962年戏剧《桃花扇》的李香君（郑振瑶扮演）

- 舞臺劇《李香君》，由唐若青飾李香君，卜萬蒼指導，周貽白編劇  ，中國旅行劇團全體團員協力出演。於民國28年（1940年）7月17日，首演於上海璿宮劇場。
- 電影《李香君》，由顧蘭君飾李香君，吳村執導，金星影業公司出品。講述明代末年，秦淮河畔名妓李香君的愛恨情仇。1940年9月11日四海首映。
- 電影《桃花扇》，由林鳳飾李香君，改編自清代戲曲家孔尚任同名傳奇，周詩祿執導，1961年5月3日首映。
- 電影《桃花扇》，為西安電影製片廠攝製於1963年的電影，由王丹鳳飾李香君，孫敬執導。
- 電影《李香君》，由紅線女飾李香君，楚原執導主要講述明朝末年，朝政腐敗，民眾起義風起雲湧清兵鐵騎屢破邊關國勢岌岌可危可南京城仍是一片紙醉金迷，秦淮河仍是歌舞昇華，青樓女子李香君的愛情悲劇和民族情操。1990年9月22日香港首映。
- 2000年香港电视剧《一代名妓》，由沈飞鹂飾李香君。
- 2000年中国电视剧《桃花扇传奇》，由曹颖飾李香君。
- 電視劇、2001年葉青歌仔戲《秦淮煙雨》，由林美照飾李香君。
- 2002年中国电视剧《魂断秦淮》，由冯春哲飾李香君。
- 2005年中国电视剧《风流戏王》，由宁静飾李香君。

## 文獻
- 孔尚任《桃花扇》
- 清余怀著《板桥杂记·李香》 刘如溪点评 青岛出版社
- 李香君故居陳列館